# Arroyo de la Luz
Arroyo de la Luz (extremadurai nyelven L'Arroyu-dela-Lus) település Spanyolországban, Cáceres tartományban. Arroyo de la Luz Cáceres, Casar de Cáceres, Malpartida de Cáceres, Brozas és Navas del Madroño községekkel határos. Lakosainak száma 5520 fő (2024).

## Népesség
A település népessége az elmúlt években az alábbi módon változott:
| Lakosok száma | 6519 | 6635 | 6572 | 6517 | 6392 | 6101 | 5966 | 5811 | 5663 | 5520 |
|               | 2001 | 2004 | 2006 | 2009 | 2011 | 2014 | 2016 | 2019 | 2021 | 2024 |